# یورگن پدرسن گرم

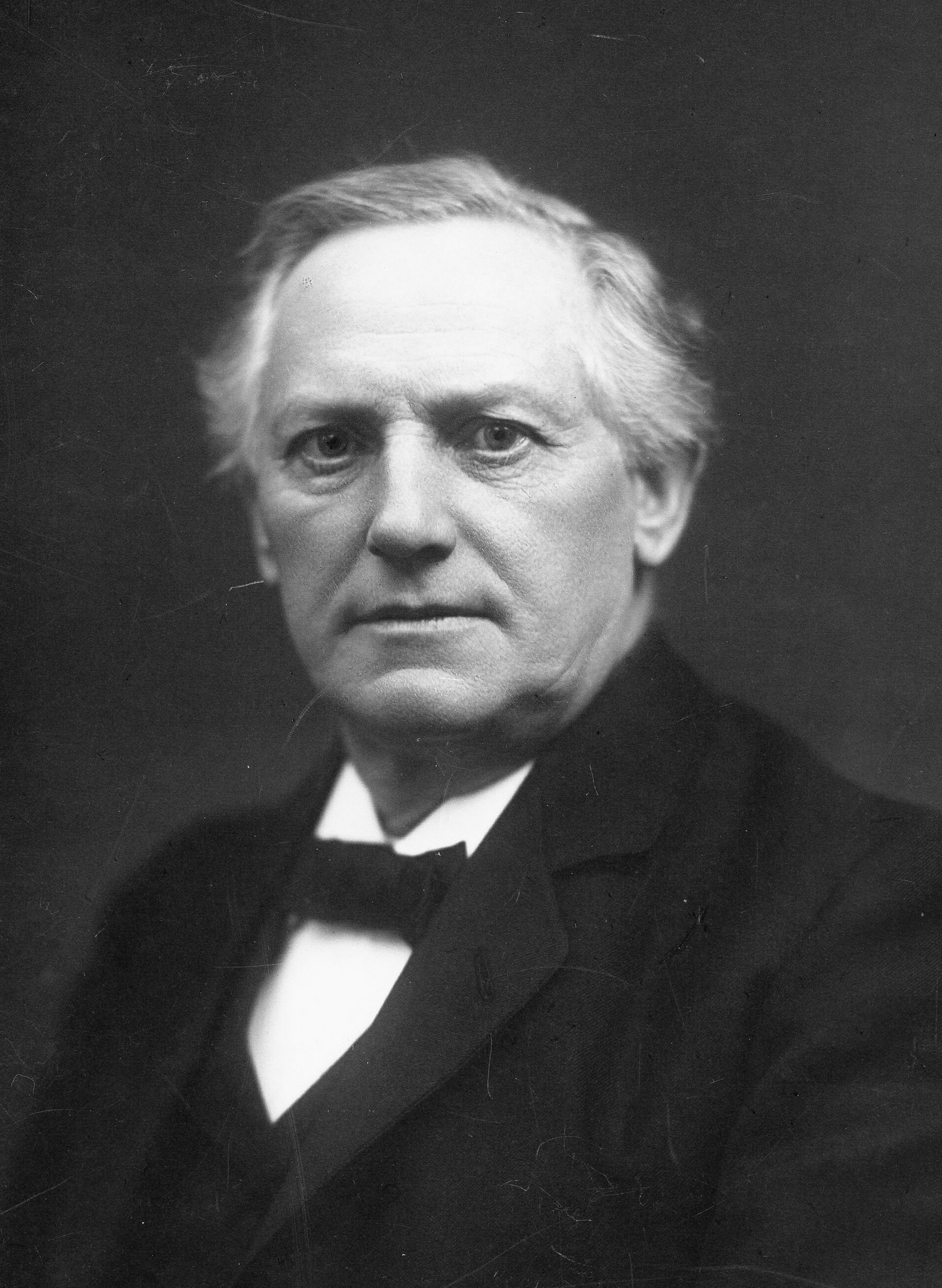
یورگن پدرسن گرم

یورگن پدرسن گرم (۲۷ ژوئن ۱۸۵۰–۲۹ آوریل ۱۹۱۶) مرگر و ریاضیدان دانمارکی بود که در ناستروپ (Nustrup)، قلمرو دوک اشلسویگ، در دانمارک به دنیا آمد و در کپنهاگ درگذشت.
مقالات مهم او عبارتند از: On series expansions determined by the methods of least squares و Investigations of the number of primes less than a given number. روش ریاضی الگوریتم گرام اشمیت در ۱۸۸۳ منتشر شد. قضیه گرام و ماتریس گرامینی نیز به نام او نامگذاری شده‌است.
در جمع ریاضیدانان نظریه اعداد، شهرت اصلی او به خاطر ابداع یک سری برای تابع زتای ریمان است (تابع پیشرو در تابع شمارش اعداد اول ریمان). تابع گرام، به جای استفاده از مجموعه‌ای از انتگرال‌های لگاریتمی، از توان لگاریتم و تابع زتای اعداد صحیح مثبت استفاده می‌کند. این روش اخیراً توسط فرمولی از رامانوجان جایگزین شده‌است که به جای تابع زتا به‌طور مستقیم از اعداد برنولی استفاده می‌کند.
گرم اولین ریاضیدانی بود که یک تئوری سیستماتیک برای توسعه منحنی‌های فرکانس خمشی (skew frequency curves) ارائه داد و نشان داد که منحنی خطای گاوسی متقارن نرمال تنها یک مورد خاص از کلاس کلی‌تر منحنی‌های فرکانس (frequency curves) است.
او بر اثر تصادف با دوچرخه جان خود را از دست داد.